# 忠興
忠興（ただこう）は、愛知県豊橋市の地名。

## 地理
豊橋市東部に位置する。東は牛川町・緑ケ丘1丁目・石巻本町、西は西小鷹野4丁目・牛川通4丁目・東森岡1丁目、南は東小鷹野4丁目、北は東森岡2丁目に接する。

## 歴史

### 人口の変遷
国勢調査による人口および世帯数の推移。
| 1995年（平成7年）  | 518世帯 1630人 |  |
| 2000年（平成12年） | 680世帯 1969人 |  |
| 2005年（平成17年） | 726世帯 2018人 |  |
| 2010年（平成22年） | 808世帯 2158人 |  |
| 2015年（平成27年） | 777世帯 2082人 |  |

### 沿革
- 1978年（昭和53年） - 豊橋市牛川町・緑ヶ丘1丁目・石巻本町の各一部により、同市忠興が成立する[2]。

## 施設
- 臨済宗妙心寺派竜雲寺[1]

### WEB
1. ↑  “愛知県豊橋市の町丁・字一覧”.   人口統計ラボ. 2023年4月13日閲覧。
2. ↑  総務省統計局 (2017年1月27日). “平成27年国勢調査の調査結果(e-Stat) - 男女別人口及び世帯数 －町丁・字等” (CSV). 2021年7月21日閲覧。
3. ↑  “愛知県豊橋市の郵便番号一覧”.   日本郵便. 2023年4月13日閲覧。
4. ↑  “市外局番の一覧” (PDF).   総務省 (2022年3月1日). 2022年3月22日閲覧。
5. ↑  総務省統計局 (2014年3月28日). “平成7年国勢調査の調査結果(e-Stat) - 男女別人口及び世帯数 －町丁・字等” (CSV). 2021年7月20日閲覧。
6. ↑  総務省統計局 (2014年5月30日). “平成12年国勢調査の調査結果(e-Stat) - 男女別人口及び世帯数 －町丁・字等” (CSV). 2021年7月20日閲覧。
7. ↑  総務省統計局 (2014年6月27日). “平成17年国勢調査の調査結果(e-Stat) - 男女別人口及び世帯数 －町丁・字等” (CSV). 2021年7月21日閲覧。
8. ↑  総務省統計局 (2012年1月20日). “平成22年国勢調査の調査結果(e-Stat) - 男女別人口及び世帯数 －町丁・字等” (CSV). 2021年7月21日閲覧。
9. ↑  総務省統計局 (2017年1月27日). “平成27年国勢調査の調査結果(e-Stat) - 男女別人口及び世帯数 －町丁・字等” (CSV). 2021年7月21日閲覧。

### 書籍
1. 1 2 3  「角川日本地名大辞典」編纂委員会 1989, p. 1790.
2. ↑  「角川日本地名大辞典」編纂委員会 1989, p. 801.